# مدرسة آرثر دي ليتل للإدارة
مدرسة آرثر دي ليتل للإدارة هي مدرسة دولية خاصة تقع في كامبريدج (ماساتشوستس)، الولايات المتحدة.

## الروابط الخارجية
- Hult International Business School Official website
- Arthur D. Little Inc. Official Website